# (4567) Bečvář
(4567) Bečvář – planetoida z grupy pasa głównego asteroid okrążająca Słońce w ciągu 4 lat i 59 dni w średniej odległości 2,59 au. Została odkryta 17 września 1982 roku w Obserwatorium Kleť przez Marie Mahrovą. Nazwa planetoidy pochodzi od Antonína Bečvářa (1901–1965), czeskiego astronoma, założyciela i pierwszego dyrektora Obserwatorium nad Łomnickim Stawem. Przed jej nadaniem planetoida nosiła oznaczenie tymczasowe (4567) 1982 SO1.